# Markvartice (nádraží)
Markvartice jsou železniční stanice v jižní části stejnojmenné obce v okrese Děčín. Stanice leží v kilometru 17,089 neelektrizované jednokolejné železniční trati Děčín–Rumburk mezi zastávkami  Dolní Habartice a Veselé pod Rabštejnem. Stanice leží v nadmořské výšce 264 metrů.

## Historie
Provoz ve stanici Markvakrtice byl zahájen 16. ledna 1869, tedy současně se zahájením provozu trati.
Z původní stanice se později stala zastávka, nákladiště a hláska. V rámci modernizace trati Benešov nad Ploučnicí – Rumburk byla zastávka v letech 2016–2017 přestavěna na železniční stanici.

## Popis stanice

### Stav do roku 2016
Před přestavbou na stanici, která byla zahájena v roce 2016, se jednalo o zastávku a nákladiště v kombinaci s hláskou, která dělila mezistaniční úsek Benešov nad Ploučnicí – Česká Kamenice na dva prostorové oddíly. U traťové koleje bylo vybudováno nástupiště o délce 150 m. Byly zde dvě kusé manipulační koleje napojené výhybkami na benešovském zhlaví. Jednalo se o kolej č. 2 mezi výpravní budovou a nástupiště a kolej č. 3. Nákladiště se obsluhovalo bez uvolnění traťové koleje.

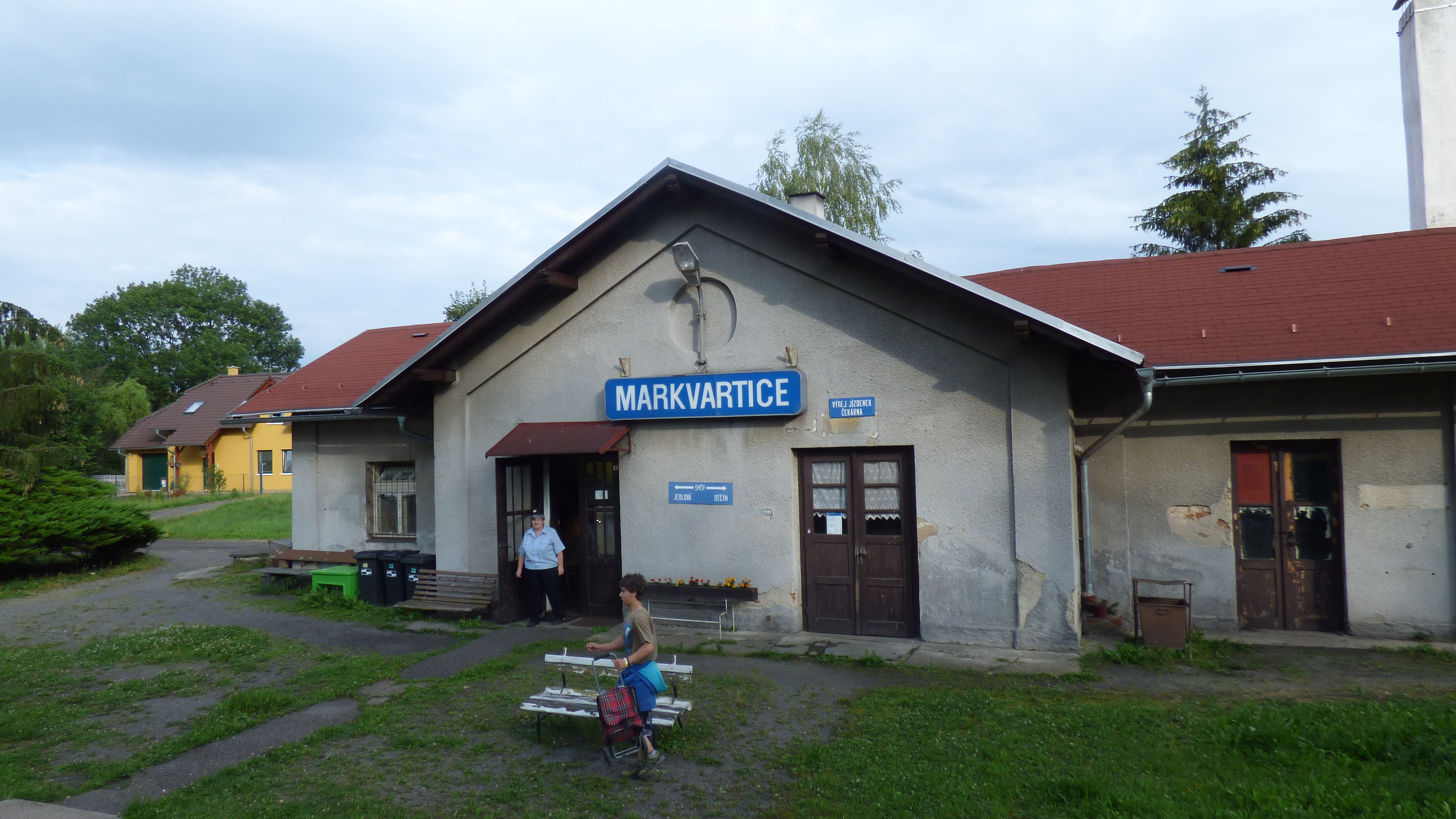
Budova hlásky v roce 2015

Hláskař obsluhoval světelná oddílová návěstidla Lo (od Benešova n. Ploučnicí) v km 16,245 a So v km 17,845. Obě návěstidla měla rovněž světelné předvěsti Př Lo a Př So. Oddílová návěstidla plnila rovněž funkci krycích návěstidel a byla vybavena rovněž přivolávací návěstí. Byť se jednalo o zabezpečovací zařízení 1. kategorie, v hlásce byly izolované kolejnice, pomocí kterých došlo při jízdě vlaku k samočinné změně návěstního znaku na návěstidle z „Volno“ na „Stůj“.
V obvodu hlásky se rovněž nacházely tři přejezdy vybavené přejezdovým zabezpečovacím zařízením (PZZ) bez závor, šlo o přejezdy P2596 v km 16,279, P2597 v km 16,456 a P2598 v km 17,252. Kontroly těchto přejezdů byly v dopravní kanceláři hlásky, postavení návěstidel do polohy „Volno“ bylo závislé na stavu PZZ. Návěst povolující jízdu vlaku se rozsvítila až po uzavření přejezdů.
Ještě v roce 2006 hláskař prodával jízdenky cestujícím.

### Stav od roku 2017
Po přestavbě na železniční stanici, která proběhla v letech 2016–2017,
jsou Markvartice vybaveny reléovým zabezpečovacím zařízením typu AŽD 71 (jde o tzv. dispečerské reléové stavědlo - DRS), které v základním stavu dálkově obsluhuje výpravčí ze sousední stanice Česká Kamenice pomocí rozhraní JOP, případně místně výpravčí pomocí desky nouzových obsluh v dopravní kanceláři ve výpravní budově.
Stanice je vybavema světelnými vjezdovými a odjezdovými návěstidly u všech kolejí. Vjezdové návěstidlo L (od Benešova n. Ploučnicí) se nachází v km 16,245, z opačného směru pak S v km 17,840. Všechna hlavní návěstidla jsou vybavena funkcí VNPN. Ve stanici jsou rovněž čtyři světelná seřaďovací návěstidla, z toho dvě plnící funkci označníku.
Ve stanici jsou dvě dopravní koleje, při pohledu od budovy je nejdříve kolej č. 2, následuje koleje č. 1. Manipulační koleje ve stanici nejsou. Koleje č. 1 má užitečnou délku 210 m, kolej č. 2 pak jen 151 m, neboť odjezdové návěstidlo L2 směr Česká Kamenice je umístěno před centrálním přechodem na nástupiště.<
Ve stanici jsou jen dvě výhybky a obě jsou vybaveny elektromotorickým přestavníkem a elektrickým ohřevem. U obou dopravních kolejí jsou zřízena jednostranná nástupiště, obě o délce 100 m a s výškou nástupní hrany 550 mm nad temenem kolejnice. Přístup na nástupiště u hlavní koleje č. 1 je pomocí centrálního přechodu.
Jízdy vlaků v obou přilehlých traťových úsecích jsou zabezpečeny pomocí automatického hradla – dispečerského traťového souhlasu bez oddílových návěstidel, volnost trati je zjišťována pomocí počítačů náprav.

### Výpravní budova
Železniční společnost Česká severní dráha v roce 1869 nechala postavit typizovanou přízemní výpravní budovu s prvky romantické architektury podle plánu inženýra Josefa Pavlovského. Jednalo se o stavbu na třídílném půdorysu. K trojosému střednímu rizalitu (19,30 × 8,85 m) byla připojena jednoosá křídla (4,90 × 5,85 m). V původním stavu se dochovala do přestavby v roce 2017.